# إيزان
إيزان (بالروسية: АО ЭЗАН)‏ هي شركة روسية تنتج مجموعة واسعة من المعدات للعلوم والصناعة والاتصالات والنقل والطاقة.

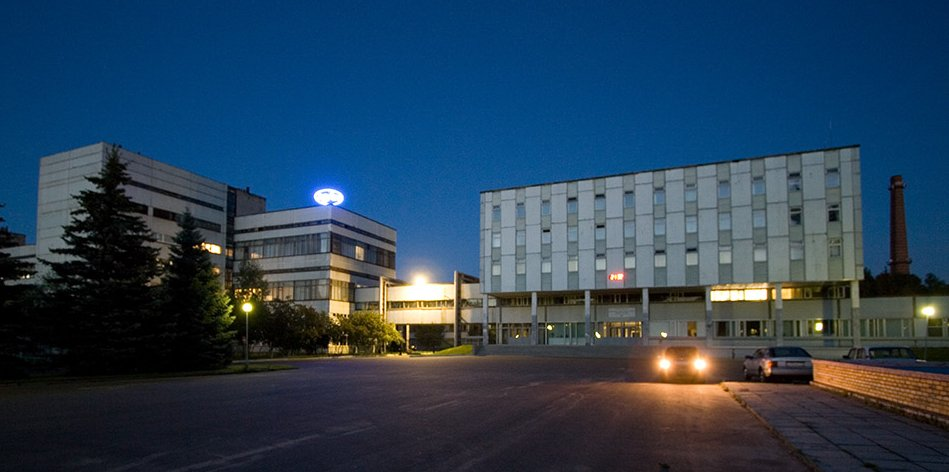
مبنى ايزان الرئيسي عام 2011

بدأ بناء المصنع التجريبي للهندسة العلمية في اتحاد الجمهوريات الاشتراكية السوفياتية في عام 1970 بموجب قرار مجلس الوزراء .  بدأ المصنع العمل في عام 1973. في البداية، لعب القائم بأعمال مدير الشركة المنظم أحد مؤسسي تشيرنوجولوفكا إف دوبوفيتسكي .

## هيكل الأعمال

### الوحدات الهندسية الرئيسية
- مكتب التصميم الخاص
- القسم التقني
- قسم معدات الاتصالات الرقمية
- مختبر النمو البلوري
- المختبر المركزي
- المعمل المركزي للأجهزة
- قسم التحكم في الجودة
- مركز خدمات

### الأنواع الرئيسية للصناعات والتقنيات
- منطقة الحصاد
- محل أدوات
- ورشة ميكانيكية

- منطقة اللحام
- مسبك

- ورشة صب حقن الإطار

- مجال السيراميك والبلاستيك
- منطقة الرسم

- ورشة الطلاء الكهربائي
- ورشة التركيب والتجميع

## مكاتب تمثيلية

### مكتب تمثيلي موسكو
أوتكريتو شوس، 14، مكتب 3/8، موسكو، روسيا الرئيس: نيكولاي كوزنتسوف